# Aleksandra Milosavljević
Aleksandra Milosavljević est une joueuse de volley-ball serbe née le 24 avril 1979 à Kragujevac. Elle mesure 1,84 m et joue au poste de passeuse.

## Clubs
| Club                      | De        | À         |
| ------------------------- | --------- | --------- |
| Postar 064 Belgrade       | 1998-1999 | 1998-1999 |
| Jedinstvo Užice           | 1999-2000 | 2001-2002 |
| Giannino Pieralisi Volley | 2002-2003 | 2002-2003 |
| İller Bankası Ankara      | 2003-2004 | 2003-2004 |
| OK Hit Nova Gorica        | 2004-2005 | 2008-2009 |
| ŽOK Rijeka                | 2009-2010 | 2009-2010 |
| Nova KBM Branik           | 2010-2011 | 2011-2012 |
| SVS Post Schwechat        | 2012-2013 | 2012-2013 |
| Haifa Volleyball          | 2013-2014 | 2013-2014 |
| Jakarta BNI 46            | 2014-2015 | 2014-2015 |
| Nova KBM Branik           | 2016-2017 | 2017-2018 |
| OK Formis                 | 2018-2019 | …         |

## Palmarès
- Championnat de Serbie
  - Vainqueur : 2000, 2001.
- Coupe de Serbie
  - Vainqueur : 2001.
- Championnat de Croatie
  - Vainqueur : 2010.
- Championnat de Slovénie
  - Vainqueur :  2007, 2008, 2011, 2012, 2017.
- Coupe de Slovénie
  - Vainqueur :  2006, 2007, 2008, 2009, 2011, 2012, 2017.
- Championnat d'Autriche
  - Vainqueur : 2013.